# Ducato di Baviera-Straubing
Il Ducato di Baviera-Straubing fu uno stato ereditato da un ramo cadetto della casa dei Wittelsbach di Baviera, che venne governato da un duca indipendente dal 1353 al 1432.
Nel 1347, dopo la morte dell'Imperatore Ludovico IV, i suoi figli si suddivisero la Baviera: la Bassa Baviera passò a Stefano II (m. 1375), Guglielmo I (m. 1389) e Alberto I (m. 1404). L'Alta Baviera agli altri figli.
Nel 1353, il ducato della Bassa Baviera venne a sua volta diviso in Baviera-Landshut e Baviera-Straubing: Guglielmo e Alberto ricevettero parte dell'eredità della Bassa Baviera, con capitale Straubing e i diritti sull'Hainaut e sull'Olanda. Stefano II ricevette invece il resto della Bassa Baviera. I duchi di Baviera-Straubing erano perciò anche Conti di Hainaut, Conti d'Olanda e di Zelanda.
Nel 1425, con la morte del Duca Giovanni II, la linea dei duchi di Straubing si estinse e i suoi possedimenti vennero divisi tra i duchi di Baviera-Monaco, Baviera-Landshut e Baviera-Ingolstadt. La figlia di Giovanni II, Giacomina di Baviera, divenne Contessa di Hainaut secondo i propri diritti.

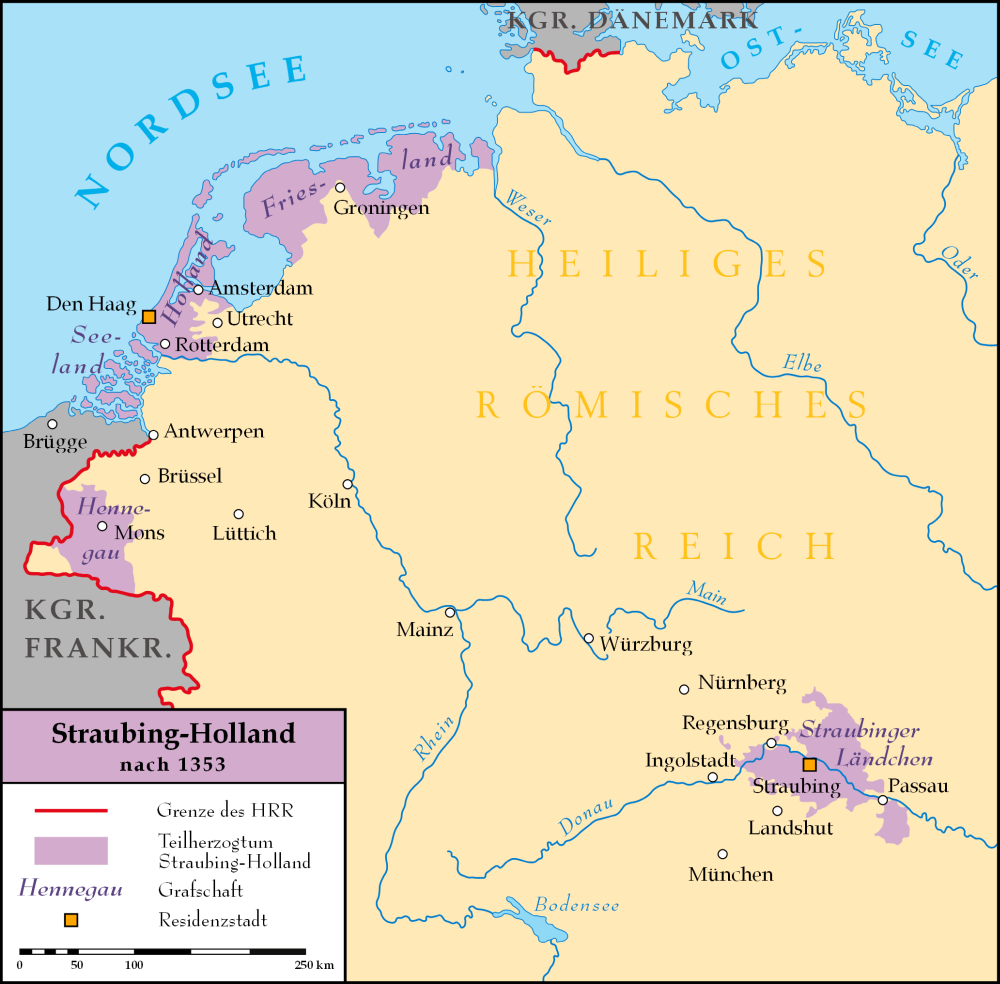
Mappa della Baviera-Straubing, con le altre terre annesse nei Paesi Bassi

## Duchi di Baviera-Straubing
- Guglielmo I e Alberto I 1347-1388
- Alberto I d'Olanda 1388-1404
- Alberto II 1389-1397 assieme con Alberto I
- Guglielmo II 1404-1417
- Giacomina di Hainaut 1417-1432 in disputa con lo zio
- Giovanni III 1418-1425

Dopo la guerra di successione tra Giacomina e suo zio Giovanni III, nel 1425 la Baviera-Straubing venne divisa tra Baviera-Ingolstadt, Baviera-Landshut e Baviera-Monaco.
| Controllo di autorità | GND (DE) 4695865-4 |